# Analiza literacka
Analiza dzieła literackiego to rozłożenie niestandardowej całości na standardowe elementy. Jest to próba dotarcia do stanu wyjściowego dzieła literackiego, do budulca, który poprzedza decyzje twórcy. Nie wykracza poza utwór. Jest całkowicie związana faktycznością dokonania pisarskiego, dotyczy tego, co zostało wybrane przez twórcę, wymaga dużej wnikliwości, przybiera postać opisu dzieła literackiego.